# Dorweiler (Nörvenich)
Dorweiler ist ein kleiner Ort in der Gemeinde Nörvenich, Kreis Düren in NRW.

## Lage
Dorweiler liegt eingebettet in die Ackerlandschaft zwischen Erft und Neffelbach, aus der die Nachbardörfer in allen vier Himmelsrichtungen zu sehen sind. Bei klarem Wetter reicht der Blick nach Osten bis zu den Höhenzügen der Ville und in entgegengesetzter Richtung bis zu den Abhängen der Nordeifel. Im Norden und Süden verliert er sich in der Weite des Landes oder er wird teilweise vom Nörvenicher Wald begrenzt.

## Name
Etymologisch könnte sich „der Ortsname aus einer keltischen Gewannbezeichnung“ herleiten: „DurY und althochdeutsch wolari = Einzelgehöft, kleines Dorf.“

## Der Ort früher

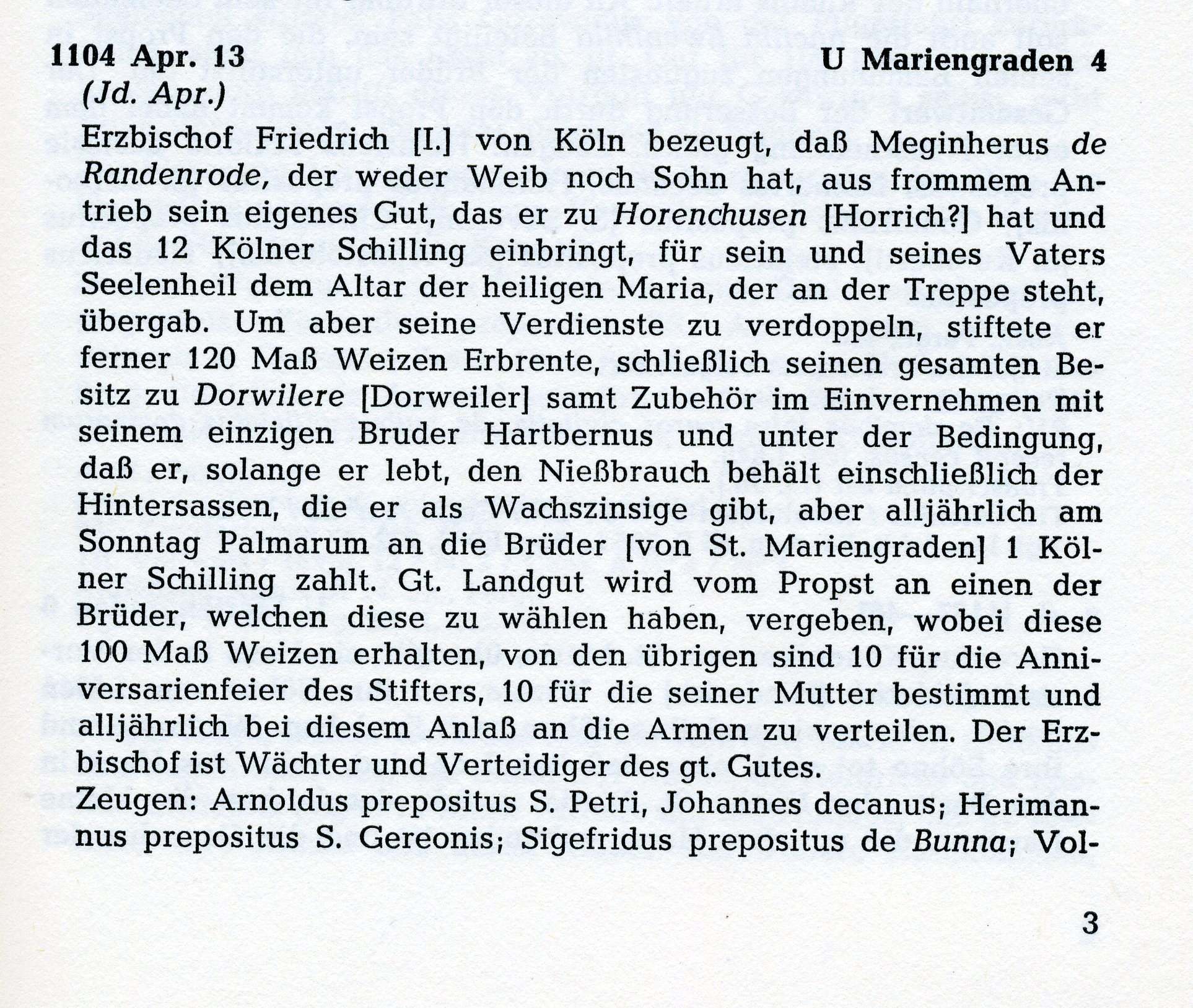
Erste Erwähnung von Dorweiler 1104

Das Land ist seit Jahrtausenden besiedelt. Nomadisierende und sesshafte Menschen der Vorzeit sind, wie die zahlreichen Bodenfunde in der Gemarkung und im Dorf ausweisen, nachweisbar. Ausgrabungen aus der Römerzeit, fränkische Gräber und Waffen, Funde aus dem Mittelalter, die urkundlichen Erwähnungen vom 13. April 1104 an und die wohl aus dem 11. Jahrhundert stammende Kapelle, lassen auf eine Anwesenheit von Menschen seit rund 5000 Jahren schließen.

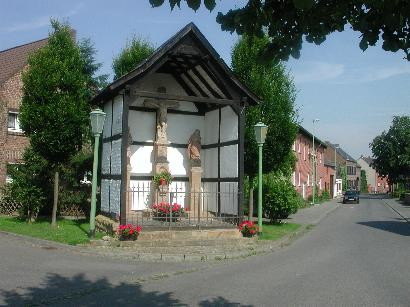
Kreuzigungsgruppe

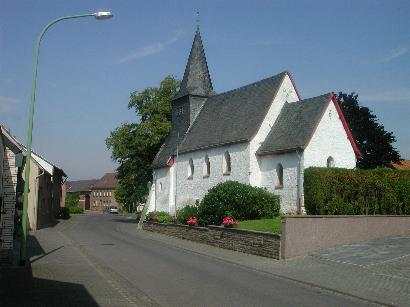
St.-Margaretha-Kapelle

Wie alle Dörfer der Region war auch Dorweiler ein Ort, in dem ausschließlich die Landwirtschaft vorherrschte. Seit alter Zeit gab es kleine und mittlere Bauernhöfe, von denen aus das Land in traditioneller Weise bewirtschaftet wurde. Das hat sich zu Beginn des 21. Jahrhunderts grundlegend geändert. Gab es 1968 noch 18 Voll- und zehn Nebenerwerbsbetriebe, so leben heute nur noch vier Familien von der Landbestellung. Als Bauerndorf kann man Dorweiler nicht mehr bezeichnen.

## Der Ort heute
Besonders deutlich sieht man das am Ortsbild. Fast ohne Ausnahme sind alle ehemaligen Bauernhöfe baulich verändert und dem heutigen Wohnkomfort angepasst. Zahlreiche Häuser haben ein neues Aussehen bekommen, die überkommenen alten Fachwerkhäuser sieht man kaum noch. Hatte früher jedes Anwesen Stallungen und Scheunen, gibt es heute in der Regel nur noch die Garage. Die bauliche Entwicklung hat das Dorf nicht immer zu seinem Vorteil verändert, wenn sich auch der einzelne Bewohner einer wesentlichen Verbesserung seiner Wohnqualität erfreuen kann. Das Ortsbild wird aber nach wie vor von der St.-Margaretha-Kapelle, der Kreuzigungsgruppe an der Ecke Margarethastraße/Pützstraße und den beiden Heiligenhäuschen am Ende der Margarethastraße, Richtung Hochkirchen und am Ortseingang von Pingsheim kommend, geprägt. Diese Denkmale weisen eindeutig auf die katholische Tradition hin, in die Dorweiler seit Jahrhunderten eingebunden ist.

## Geschichte
Bis zu den gewaltigen Umwälzungen, die mit dem Einrücken der französischen Revolutionstruppen im Oktober 1794 eintraten, gehörte Dorweiler zum Amt Nörvenich im Herzogtum Jülich. Nach Auflösung dieser jahrhundertealten Verwaltungseinheit wurde das Dorf der französischen Mairie und späteren preußischen Bürgermeisterei Erp im Kanton beziehungsweise Kreis Lechenich zugeteilt, der 1827 in Kreis Euskirchen umbenannt wurde. Dorweiler war dessen kleinste Gemeinde, unmittelbar an der Grenze zum Kreis Düren gelegen. Später kam Dorweiler, nach Auflösung der Bürgermeisterei Erp, zum Amt Lechenich. Am 1. Juli 1969 erfolgte eine kommunale Neugliederung, bei der Dorweiler mit 17 anderen Dörfern und Städten zur neuen Gemeinde Erftstadt zusammengeschlossen wurde. Nach dem Köln-Gesetz vom 5. November 1974 gehört das Dorf seit dem 1. Januar 1975 zur Gemeinde Nörvenich im Kreis Düren.
Im März 1943 stieß ein Landwirt beim Ausheben einer Baugrube zur Anlegung eines Luftschutzbunkers in seinem Garten auf die Deckel zweier Steinsärge. Bald stellte es sich heraus, dass er auf zwei römische Sarkophage von beträchtlichem Ausmaß gestoßen war.
Die Fundstelle wurde am 23. März 1943 vom Amt für Bodendenkmalpflege beim Provinzialmuseum in Bonn aufgenommen.
In beiden Steinsärgen wurden noch Skelette vorgefunden. Ein Sarkophag war von Grabräubern schon einmal gewaltsam geöffnet und beraubt worden. In dem anderen Sarg wurden noch wertvolle Grabbeigaben gefunden, die ins Museum nach Bonn gebracht wurden. Die schweren Särge (circa je 70 Zentner) wurden an Ort und Stelle wieder vergraben. Erst im Juni 2006 kamen sie bei erneuten Bauarbeiten wieder zum Vorschein und wurden auch ins Museum gebracht.

## Baudenkmäler
- St.-Margaretha-Kapelle (Dorweiler)
- Kalvarienberg (Dorweiler)
- Heiligenhaus (Dorweiler)
- Wegekreuz Pützstraße

## Einwohnerentwicklung des Ortsteiles
Bis ins letzte Viertel des 20. Jahrhunderts betrug die Einwohnerzahl rund 170 bis 190. Am 31. Dezember 2000 wurden dann 240 Einwohner gezählt. Neben den wenigen Landwirten im Ort verdienen die meisten Bewohner ihren Lebensunterhalt heute in den Städten der nahen Umgebung, die über ein gut ausgebautes Straßennetz erreichbar sind.
| Jahr | Einwohner |
| ---- | --------- |
| 1828 | 219       |
| 1900 | 262       |
| 1925 | 211       |
| 1933 | 206       |
| 1946 | 193       |
| 1956 | 207       |
| 1967 | 169       |
| 1975 | 167       |
| 1985 | 151       |
| 1995 | 220       |
| 2005 | 246       |
| 2010 | 214       |
| 2015 | 207       |

(Der Ort kam erst 1975 nach Nörvenich)

## Bürgermeister 1846 bis 1969
- 1846–1848 Baum
- 1859–1885 Johann Wetsch
- 1886–1892 Peter Josef Justen
- 1894–1900 Wilhelm Klug
- 1901–1919 Heinrich Weber
- 1919–1933 Jakob Justen
- 1934–1941 Gottfried Pönsgen
- 1942–1945 Sebastian Reifferscheidt
- 1945–1951 Adam Zimmermann
- 1951–1965 Viktor Strack
- 1963–1969 Franz-Wilhelm Anton

## Verkehr
Im ÖPNV verbinden die AVV-Buslinien 230 und 232 des Rurtalbus den Ort mit Sievernich, Lechenich und der Kreisstadt Düren. Bis zum 31. Dezember 2019 wurde die Linie 230 vom BVR Busverkehr Rheinland betrieben. Zudem verkehren an Schultagen einige Fahrten der Linie 208.
| Linie | Verlauf |
| ----- | --- |
| 208   | Düren Kaiserplatz – Distelrath – (Merzenich Rathaus –) Schöne Aussicht – Girbelsrath – Eschweiler über Feld – Nörvenich Alter Bf – Nörvenich Hommelsh. Weg – Hochkirchen – (Irresheim –) Eggersheim – Lüxheim – Gladbach – Müddersheim – Disternich – Sievernich – Bessenich – Zülpich Frankengraben – Adenauerpl./Schulzentr. |
| 230   | Düren Bf/ZOB – StadtCenter – Gneisenaustraße – Binsfeld (→ Rommelsheim) – Frauwüllesheim – Isweiler – Kelz – (Vettweiß –) Gladbach – Poll – Dorweiler – Pingsheim |
| 232   | Sievernich – Disternich – Müddersheim – Gladbach – Poll – Dorweiler – Pingsheim – Herrig – Lechenich |

## Sonstiges
Bis 2004 besaß Michael Schumacher (* 1969) ein Haus im Ort, in dem Verwandte wohnten, die er auch mehrfach besucht hat.